# Autoestrada A12
La Autoestrada A12 (o A12) è un'autostrada portoghese lunga 41 chilometri. Parte del suo percorso che collega Lisbona e Setúbal è il Ponte Vasco da Gama.